# Großer Spinnenkopf
Der Große Spinnenkopf (Murex tribulus) ist eine Schnecke aus der Familie der Stachelschnecken (Gattung Murex), die im mittleren Indopazifik verbreitet ist. Sie ernährt sich überwiegend von Mollusken und Aas.

## Merkmale
Das blass gelbliche Schneckenhaus von Murex tribulus hat einen bauchigen Körperumgang, ein hervorstehendes Gewinde und einen geraden Siphonalkanal, der deutlich länger als Mündung und Gewinde ist. Pro Umgang gibt es drei axial verlaufende Varices, auf denen Reihen langer, unten dicker Stacheln sitzen, die sich auch auf dem Siphonalkanal bis fast zu seinem Vorderende fortsetzen. Bei ausgewachsenen Schnecken erreicht das Gehäuse eine Länge von bis zu 8 cm, bisweilen bis 10,5 cm. Das Operculum ist hornig mit dem Nucleus am vorderen Rand.
Die Eikapseln von Murex tribulus enthalten neben Eiern, die sich weiterentwickeln, Nähreier. Es gibt nach dem Schlüpfen aus der Eikapsel eine mehrtägige Phase als pelagisch lebende Veliger-Larve und sodann eine Metamorphose zu fertigen Jungschnecke.

## Verbreitung
Der Große Spinnenkopf tritt im Indischen Ozean an der südöstlichen Küste Afrikas auf, um Madagaskar, Hinterindien und den Malaiischen Archipel, im westlichen Pazifischen Ozean bis Melanesien, nördlich bis zum südlichen Japan und südlich bis zum nördlichen Queensland und nach Neukaledonien, möglicherweise auch um die Marshallinseln.

## Lebensraum
Der Große Spinnenkopf lebt unterhalb der Gezeitenzone auf Sand oder Schlammboden im seichten Wasser von 1 bis 15 m Meerestiefe.

## Nahrung
Wie bei anderen Stachelschnecken bilden Muscheln den Hauptteil der Beutetiere von Murex tribulus. Die Schale der Beute wird entweder mit dem Gehäuserand aufgebrochen oder mit der Radula aufgebohrt und sodann die Proboscis der Schnecke durch das Loch an das Fleisch des Opfers geführt. Die Schnecke ernährt sich außerdem von Aas.

## Bedeutung für den Menschen

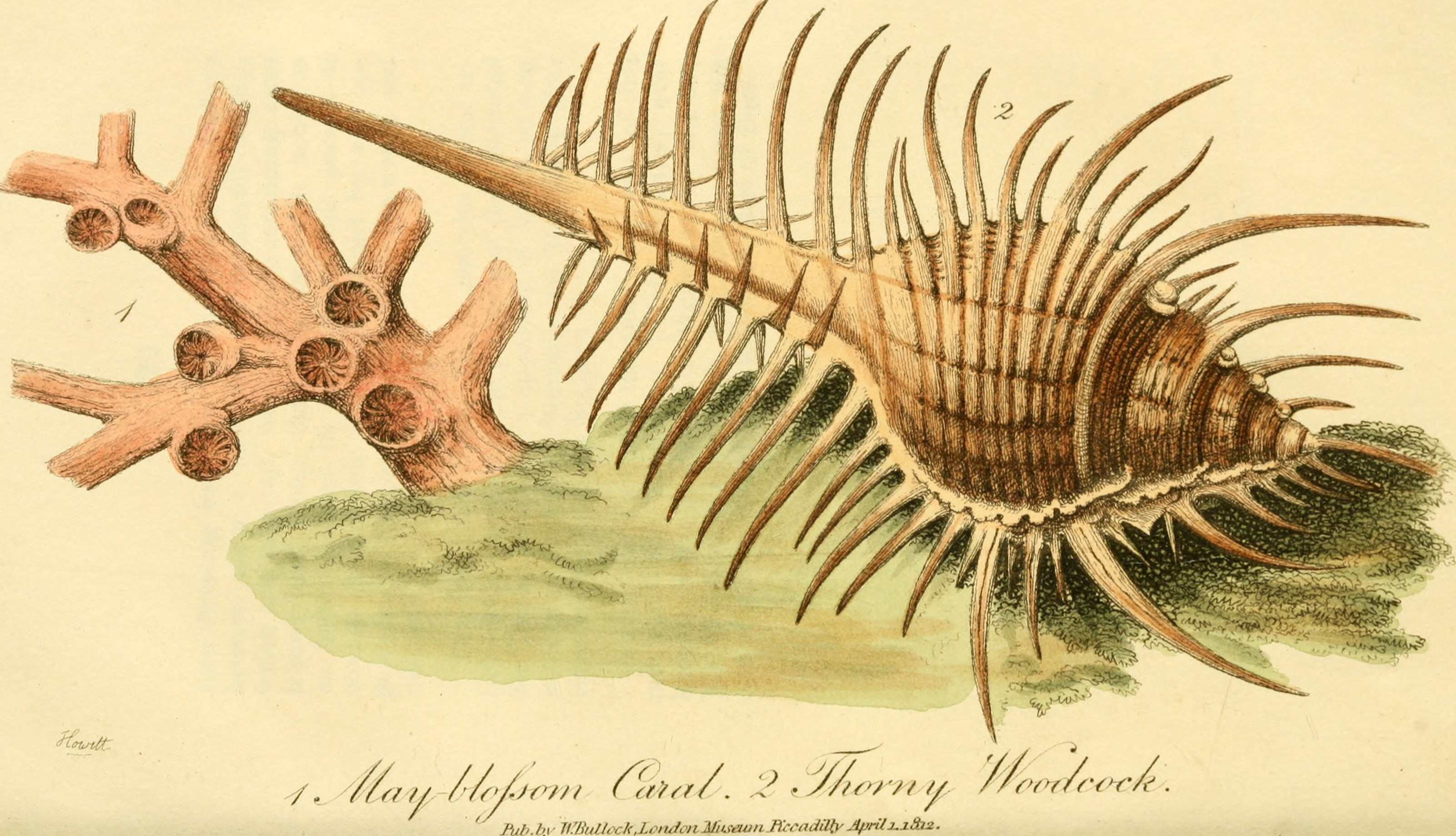
Gehäuse von Murex tribulus, Historische Darstellung von 1812

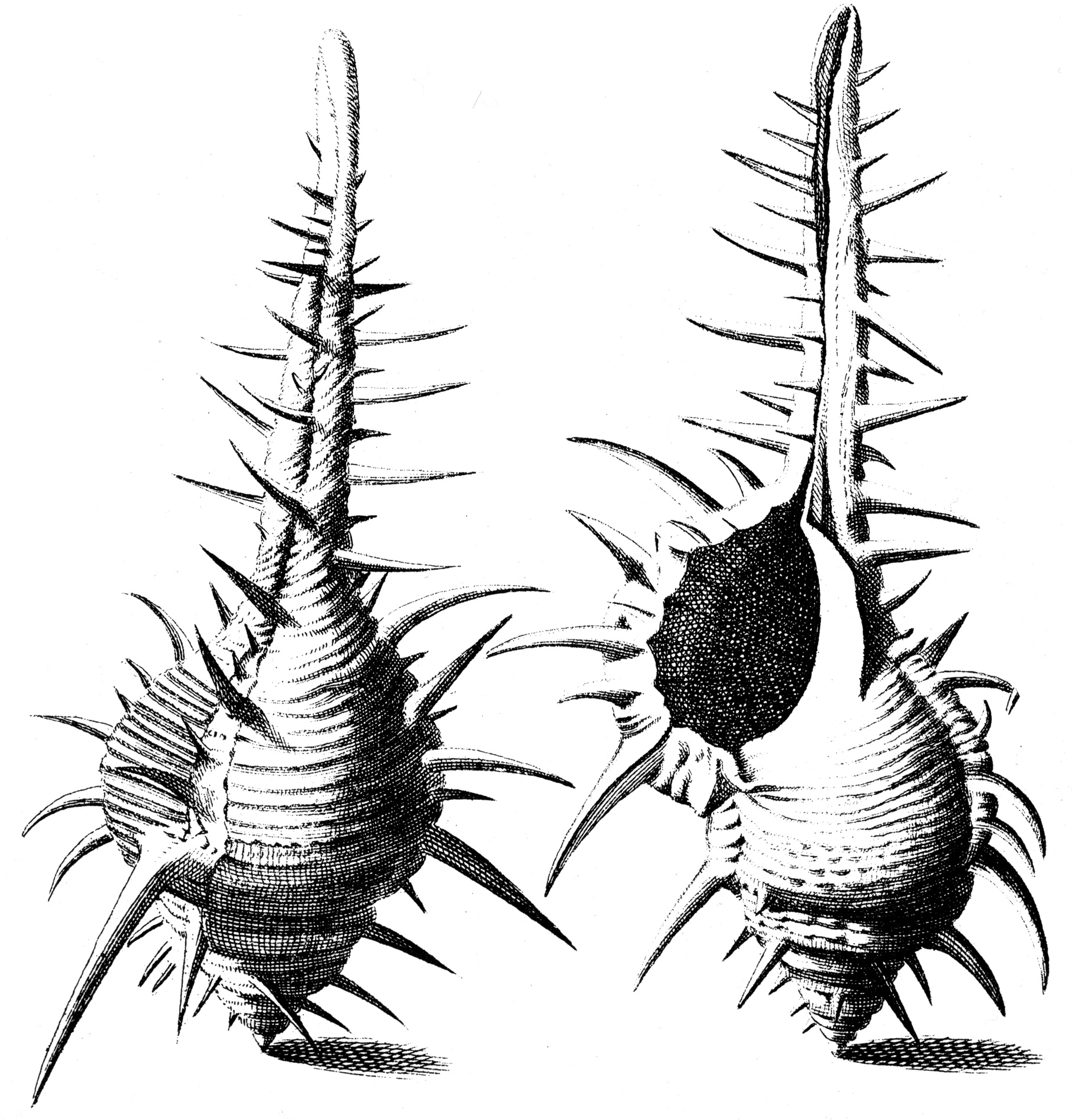
Gehäuse von Murex tribulus, Niccolò Gualtieri (1742): Index Testarum Conchyliorum

Murex tribulus wird wegen seines Gehäuses gesammelt und als Schmuck verkauft. Das Fleisch wird gegessen.
Die Schnecken können den Fischern zur Plage werden, in dem diese beim Ziehen der Netze mit ihren Füßen in die Stacheln des Gehäuses treten.